# Hammou Mouhal
Hammou Mouhal est un footballeur puis entraîneur marocain. Évoluant au poste d'attaquant, il joue principalement à l'Hassania d'Agadir, avec qui il remporte à deux reprises le championnat du Maroc.

## Biographie
Il commence le football au sein de l'US Ouarzazate. Il rejoint ensuite l'Hassania d'Agadir, club avec lequel il remporte à deux reprises le championnat du Maroc.
Vers 35 ans, entraîneur adjoint de l'Union Aït Melloul, il devient en avril 2014 entraîneur en chef du club à cinq journées de la fin du championnat. Grâce à une victoire sur le Youssoufia Berrechid en mai, le club assure son maintien en première division.

## Palmarès
- Champion du Maroc en 2002 et 2003 avec l'Hassania d'Agadir.